# Ukrainischer Fußballpokal 2012/13
Der Ukrainische Fußballpokal 2012/13 war die 22. Austragung des ukrainischen Pokalwettbewerbs der Männer. Pokalsieger wurde Titelverteidiger Schachtar Donezk. Das Team setzte sich im Finale am 22. Mai 2013 im Metalist-Stadion von Charkiw gegen Tschornomorez Odessa durch.

## Modus
Alle Begegnungen wurden in einem Spiel ausgetragen. Bei unentschiedenem Ausgang wurde zur Ermittlung des Siegers eine Verlängerung gespielt. Stand danach kein Sieger fest, folgte ein Elfmeterschießen. Unterklassige Mannschaften hatten Heimrecht.
Da Schachtar Donezk auch die Meisterschaft gewann, qualifizierte sich der unterlegene Finalist für die Europa League.

## Teilnehmende Teams
| Premjer-Liha (16) | Perscha Liha (17) | Druha Liha (22) | Amateur-Pokal (2)           |
| --- | --- | --- | --------------------------- |
| - Arsenal Kiew - Dnipro Dnipropetrowsk - Dynamo Kiew - Howerla Uschhorod - Illitschiwez Mariupol - Karpaty Lwiw - Krywbas Krywyj Rih - Metalist Charkiw - Metalurh Donezk - Metalurh Saporischschja - Schachtar Donezk - Sorja Luhansk - Tawrija Simferopol - Tschornomorez Odessa - Wolyn Luzk - Worskla Poltawa | - Awanhard Kramatorsk - Arsenal Bila Zerkwa - FSK Bukowina Czernowitz - Helios Charkiw - Krymteplyzja Molodischne - MFK Mykolajiw - Naftowyk-Ukrnafta Ochtyrka - Obolon Kiew - FK Odessa - PFK Oleksandrija - Olympik Donezk - FK Poltawa - PFK Sewastopol - Sirka Kirowohrad - Stal Altschewsk - FK Sumy - Tytan Armjansk | - Bastion Illitschiwsk - Desna Tschernihiw - Dynamo Chmelnyzkyj - Enerhija Nowa Kachowka - Hirnyk Krywyj Rih - Hirnyk-Sport Komsomolsk - Jednyst Plysky - Kremin Krementschuk - Krystal Cherson - FK Lwiw - FK Makijiwwuhillja - FK Mur Hornostajiwka - Nywa Ternopil - SKA Odessa - Real-Pharm Juschne - Schachtar Swerdlowsk - Schemtschuschyna Jalta - FK Skala Stryj - FK Ternopil - Slawutytsch Tscherkassy - Stal Dniprodserschynsk - UkrAhroKom Holowkiwka | - FK Butscha - FK Hwardijez |

## 1. Qualifikationsrunde
Teilnehmer: 16 Drittligisten und die beiden Finalisten des Amateur-Pokals.
| Datum      |                              | Ergebnis              |                               |
| ---------- | ---------------------------- | --------------------- | ----------------------------- |
| 25.07.2012 | Stal Dniprodserschynsk (III) | 0kampflos 1           | FK Mur Hornostajiwka (III)    |
| 25.07.2012 | FK Hwardijez (Am)            | kampflos              | Bastion Illitschiwsk (III)    |
| 25.07.2012 | FK Skala Stryj (III)         | 0:1                   | Dynamo Chmelnyzkyj (III)      |
| 25.07.2012 | Real-Pharm Juschne (III)     | 0:1                   | Nywa Ternopil (III)           |
| 25.07.2012 | FK Makijiwwuhillja (III)     | 1:1 n. V. (3:5 i. E.) | Hirnyk-Sport Komsomolsk (III) |
| 25.07.2012 | SKA Odessa (III)             | 0:2                   | Schemtschuschyna Jalta (III)  |
| 25.07.2012 | Krystal Cherson (III)        | 3:1                   | FK Ternopil (III)             |
| 25.07.2012 | Kremin Krementschuk (III)    | 4:0                   | Jednyst Plysky (III)          |
| 25.07.2012 | FK Butscha (Am)              | 1:2                   | UkrAhroKom Holowkiwka (III)   |

## 2. Qualifikationsrunde
Teilnehmer: Die 9 Sieger der 1. Qualifikationsrunde, die 17 Zweitligisten und 6 weitere Drittligisten.
| Datum      |                               | Ergebnis              |                                 |
| ---------- | ----------------------------- | --------------------- | ------------------------------- |
| 22.08.2012 | Stal Dniprodserschynsk (III)  | 0kampflos 4           | FK Lwiw (III)                   |
| 22.08.2012 | Schemtschuschyna Jalta (III)  | 2:2 n. V. (4:2 i. E.) | Tytan Armjansk (II)             |
| 22.08.2012 | FK Hwardijez (Am)             | 1:3                   | UkrAhroKom Holowkiwka (III)     |
| 22.08.2012 | Schachtar Swerdlowsk (III)    | 2:1 n. V.             | PFK Oleksandrija (II)           |
| 22.08.2012 | Nywa Ternopil (III)           | 1:1 n. V. (4:2 i. E.) | Sirka Kirowohrad (II)           |
| 22.08.2012 | Krystal Cherson (III)         | 0:1                   | Krymteplyzja Molodischne (II)   |
| 22.08.2012 | Kremin Krementschuk (III)     | 2:1                   | MFK Mykolajiw (II)              |
| 22.08.2012 | Hirnyk-Sport Komsomolsk (III) | 2:0                   | Naftowyk-Ukrnafta Ochtyrka (II) |
| 22.08.2012 | Hirnyk Krywyj Rih (III)       | 1:3                   | Stal Altschewsk (II)            |
| 22.08.2012 | FK Odessa (II)                | 3:2 n. V.             | FK Poltawa (II)                 |
| 22.08.2012 | Enerhija Nowa Kachowka (III)  | 0:1 n. V.             | Slawutytsch Tscherkassy (III)   |
| 22.08.2012 | Awanhard Kramatorsk (II)      | 1:0                   | FK Sumy (II)                    |
| 22.08.2012 | Dynamo Chmelnyzkyj (III)      | 0:2                   | Desna Tschernihiw (III)         |
| 22.08.2012 | Obolon Kiew (II)              | 2:0                   | Arsenal Bila Zerkwa (II)        |
| 22.08.2012 | PFK Sewastopol (II)           | 1:0                   | FSK Bukowina Czernowitz (II)    |
| 22.08.2012 | Helios Charkiw (II)           | 3:0                   | Olympik Donezk (II)             |

## 1. Runde
Teilnehmer: Die 16 Sieger der 2. Qualifikationsrunde und die 16 Erstligisten.
| Datum      |                               | Ergebnis              |                             |
| ---------- | ----------------------------- | --------------------- | --------------------------- |
| 22.09.2012 | Stal Altschewsk (II)          | 2:3 n. V.             | Arsenal Kiew (I)            |
| 22.09.2012 | Tschornomorez Odessa (I)      | 2:0                   | Metalurh Donezk (I)         |
| 23.09.2012 | Stal Dniprodserschynsk (III)  | 0:6                   | Illitschiwez Mariupol (I)   |
| 23.09.2012 | Schachtar Swerdlowsk (III)    | 2:1                   | FK Odessa (II)              |
| 23.09.2012 | Awanhard Kramatorsk (II)      | 1:1 n. V. (4:3 i. E.) | Sorja Luhansk (I)           |
| 23.09.2012 | Schemtschuschyna Jalta (III)  | 0:1                   | Dnipro Dnipropetrowsk (I)   |
| 23.09.2012 | Kremin Krementschuk (III)     | 0:2                   | Nywa Ternopil (III)         |
| 23.09.2012 | Hirnyk-Sport Komsomolsk (III) | 0:2                   | Tawrija Simferopol (I)      |
| 23.09.2012 | Helios Charkiw (II)           | 0:1                   | Howerla Uschhorod (I)       |
| 23.09.2012 | Desna Tschernihiw (III)       | 1:2                   | Worskla Poltawa (I)         |
| 23.09.2012 | UkrAhroKom Holowkiwka (III)   | 1:1 n. V. (5:4 i. E.) | Metalurh Saporischschja (I) |
| 23.09.2012 | Slawutytsch Tscherkassy (III) | 1:3 n. V.             | Wolyn Luzk (I)              |
| 23.09.2012 | PFK Sewastopol (II)           | 2:1                   | Krywbas Krywyj Rih (I)      |
| 23.09.2012 | Obolon Kiew (II)              | 1:4                   | Metalist Charkiw (I)        |
| 23.09.2012 | Krymteplyzja Molodischne (II) | 0:2                   | Karpaty Lwiw (I)            |
| 23.09.2012 | Schachtar Donezk (I)          | 4:1                   | Dynamo Kiew (I)             |

## Achtelfinale
Teilnehmer: Die 16 Sieger der 1. Runde.
| Datum      |                             | Ergebnis  |                           |
| ---------- | --------------------------- | --------- | ------------------------- |
| 31.10.2012 | Schachtar Swerdlowsk (III)  | 0:2       | Wolyn Luzk (I)            |
| 31.10.2012 | Awanhard Kramatorsk (II)    | 0:1       | Arsenal Kiew (I)          |
| 31.10.2012 | Worskla Poltawa (I)         | 2:3       | Tawrija Simferopol (I)    |
| 31.10.2012 | UkrAhroKom Holowkiwka (III) | 1:2       | Tschornomorez Odessa (I)  |
| 31.10.2012 | Dnipro Dnipropetrowsk (I)   | 2:0       | Illitschiwez Mariupol (I) |
| 31.10.2012 | Nywa Ternopil (III)         | 0:2       | PFK Sewastopol (II)       |
| 31.10.2012 | Howerla Uschhorod (I)       | 1:4       | Schachtar Donezk (I)      |
| 31.10.2012 | Karpaty Lwiw (I)            | 2:1 n. V. | Metalist Charkiw (I)      |

## Viertelfinale
| Datum      |                      | Ergebnis              |                           |
| ---------- | -------------------- | --------------------- | ------------------------- |
| 17.04.2013 | PFK Sewastopol (II)  | 1:1 n. V. (4:1 i. E.) | Tawrija Simferopol (I)    |
| 17.04.2013 | Wolyn Luzk (I)       | 0:2                   | Dnipro Dnipropetrowsk (I) |
| 17.04.2013 | Schachtar Donezk (I) | 2:1                   | Karpaty Lwiw (I)          |
| 17.04.2013 | Arsenal Kiew (I)     | 1:2                   | Tschornomorez Odessa (I)  |

## Halbfinale
| Datum      |                          | Ergebnis |                           |
| ---------- | ------------------------ | -------- | ------------------------- |
| 08.05.2013 | PFK Sewastopol (II)      | 2:4      | Schachtar Donezk (I)      |
| 08.05.2013 | Tschornomorez Odessa (I) | 2:1      | Dnipro Dnipropetrowsk (I) |

## Finale
| Paarung              | Schachtar Donezk – Tschornomorez Odessa |
| Ergebnis             | 3:0 (1:0) |
| Datum                | 22. Mai 2013 |
| Stadion              | Metalist-Stadion, Charkiw |
| Zuschauer            | 40.003 |
| Schiedsrichter       | Jewhen Aranowskyj |
| Tore                 | 1:0 Fernandinho (41.) 2:0 Alex Teixeira (53.) 3:0 Taison (73.) |
| Schachtar Donezk     | Anton Kanibolozkyj – Darijo Srna , Oleksandr Kutscher, Jaroslaw Rakyzkyj, Wjatscheslaw Schewtschuk – Tomáš Hübschman (78. Taras Stepanenko), Fernandinho (67. Douglas Costa), Alex Teixeira, Henrich Mchitarjan – Taison, Luiz Adriano Cheftrainer: Mircea Lucescu ( Rumänien)            |
| Tschornomorez Odessa | Dmytro Besotosnyj – Markus Berger, Pablo Fontanello, Jewhen Subejko, Kristi Vangjeli – Kyrylo Kowaltschuk, Artem Starhorodskyj (46. Anatolij Didenko), Léo Matos (83. Andrij Slinkin), Franck Dja Djedje (67. Sito Riera) – Elis Bakaj, Lucian Burdujan.´ Cheftrainer: Roman Hryhortschuk |
| Gelbe Karten         | Wjatscheslaw Schewtschuk, Darijo Srna, Douglas Costa – Lucian Burdujan, Anatolij Didenko, Elis Bakaj |